# Micrathena teresopolis
Micrathena teresopolis là một loài nhện trong họ Araneidae.
Loài này thuộc chi Micrathena. Micrathena teresopolis được Herbert Walter Levi miêu tả năm 1985.